# Russell Hornsby
Russell Hornsby (Oakland, 15 dicembre 1974) è un attore statunitense.

## Carriera
Dopo aver terminato i suoi studi a Oxford, Hornsby si trasferisce a New York dove inizia a recitare in ruoli da protagonista in produzioni off-Broadway, tra le quali Il buio oltre la siepe (nel ruolo di Tom), Joe Louis Blues e 6 gradi di separazione (nel ruolo di Paul). Alla fine del 1990 decide di trasferirsi a Los Angeles.
La sua carriera cinematografica inizia nel 1998 nel film Appuntamento a Brooklyn, accanto a Jada Pinkett Smith. Durante la sua carriera è apparso in numerose serie TV, tra le quali Law & Order - I due volti della giustizia, Playmakers, In Treatment e Grey's Anatomy. Tra i film cui ha preso parte, Ti presento i miei, Big Fat Liar, After the Sunset, Get Rich or Die Tryin' e Stuck.
Nel 2000 ha recitato nella produzione off-Broadway Jitney, per la quale ha vinto un Drama Desk Award e un Obie Award.
Tra il 2007 e il 2009 Hornsby ha recitato nel ruolo del protagonista Eddie Sutton nella serie televisiva drammatica della ABC Lincoln Heights, ruolo per cui è maggiormente conosciuto dal grande pubblico.
Nel 2011 entra a far parte del cast principale della serie televisiva Grimm dove interpreta la parte di Hank Griffin.

## Filmografia

### Attore

#### Cinema
- Appuntamento a Brooklyn (Woo), regia di Daisy von Scherler Mayer (1998)
- Train Ride, regia di Rel Dowdell (2000)
- Ti presento i miei (Meet the Parents), regia di Jay Roach (2000)
- Big Fat Liar, regia di Shawn Levy (2002)
- After the Sunset, regia di Brett Ratner (2004)
- Edmond, regia di Stuart Gordon (2005)
- Get Rich or Die Tryin', regia di Jim Sheridan (2005)
- Forgiven, regia di Paul Fitzgerald (2006)
- Something New, regia di Sanaa Hamri (2006)
- Stuck, regia di Stuart Gordon (2007)
- Dear Me, regia di Ka'ramuu Kush (2008)
- Salvation Road, regia di Ka'ramuu Kush (2010)
- Remigration, regia di Barry Jenkins (2011)
- LUV, regia di Sheldon Candis (2012)
- Barriere (Fences), regia di Denzel Washington (2016)
- Il coraggio della verità - The Hate U Give (The Hate U Give), regia di George Tillman Jr. (2018)
- Creed II, regia di Steven Caple Jr. (2018)
- R#J, regia di Carey Williams (2021)
- The Woman in the Yard, regia di Jaume Collet-Serra (2025)

#### Televisione
- Bill Nye, the Science Guy – serie TV, episodio 1x07 (1993)
- Law & Order - I due volti della giustizia (Law & Order) – serie TV, episodio 10x06 (1999)
- Boston Hospital (Gideon's Crossing) – serie TV, 20 episodi (2000)
- Fantasmi (Haunted) – serie TV, 11 episodi (2002)
- Keep the Faith, Baby, regia di Doug McHenry – film TV (2002)
- Girlfriends – serie TV, episodio 3x24 (2003)
- Playmakers – serie TV, 12 episodi (2003)
- Century City – serie TV, episodio 1x04 (2004)
- Grey's Anatomy – serie TV, episodio 1x07 (2005)
- Law & Order - Unità vittime speciali (Law & Order: Special Victims Unit) – serie TV, episodio 7x10 (2005)
- In Justice – serie TV, episodio 1x01 (2006)
- Lincoln Heights - Ritorno a casa (Lincoln Heights) – serie TV, 43 episodi (2007-2009)
- Fear Itself – serie TV, episodio 1x05 (2008)
- In Treatment – serie TV, 6 episodi (2009)
- The Good Wife – serie TV, episodio 1x12 (2010)
- Futurestates – serie TV, episodio 2x02 (2011)
- Shameless – serie TV, episodi 1x11-1x12 (2011)
- Suits – serie TV, episodio 1x04 5x10 (2011-2015)
- Grimm – serie TV, 110 episodi (2011-2017)
- Grimm: Meltdown – miniserie TV, 4 episodi (2014)
- The Breaks, regia di Seith Mann – film TV (2015)
- Seven Seconds – serie TV, 10 episodi (2018)
- The Affair - Una relazione pericolosa (The Affair) – serie TV, 5 episodi (2018-2019)
- Proven Innocent – serie TV, 13 episodi (2019)
- Lincoln Rhyme - Caccia al collezionista di ossa (Lincoln Rhyme: Hunt for the Bone Collector) – serie TV, 10 episodi (2020)
- Black Mafia Family – serie TV, 8 episodi (2021)
- Lost in Space – serie TV, 5 episodi (2021)

#### Cortometraggi
- Milk and Honey, regia di Niva Dorell (2002)
- The Male Groupie, regia di Christopher Scott Cherot (2004)
- Fevah, regia di Randall Dottin (2018)

### Doppiatore

#### Videogiochi
- Army of Two (2008)
- Terminator Salvation (2009)

## Doppiatori italiani
Nelle versioni in italiano delle opere in cui ha recitato, Russell Hornsby è stato doppiato da:
- Massimo Bitossi in Barriere, Seven Seconds, Grimm, Lincoln Rhyme - Caccia al collezionista di ossa
- Roberto Draghetti in Law & Order - I due volti della giustizia, Fantasmi, In Treatment
- Dario Oppido in Lost in Space, Chase - Scomparsa
- Enrico Di Troia in Grey's Anatomy, The Affair - Una relazione pericolosa
- Franco Mannella in Boston Hospital, Lincoln Heights - Ritorno a casa
- Fabrizio Pucci in Suits (ep. 1x04)
- Massimo De Ambrosis in Playmakers
- Oreste Baldini in Edmond
- Pierluigi Astore in The Good Wife
- Renato Cecchetto in Big Fat Liar
- Riccardo Lombardo in Stuck
- Ruggero Andreozzi in Proven Innocent
- Simone D'Andrea in Il coraggio della verità - The Hate U Give
- Simone Mori in Creed II
- Stefano Thermes in Suits (ep. 5x10)

Nei prodotti a cui partecipa come doppiatore, in italiano è stato sostituito da:
- Maurizio Desinan in Army of Two

## Riconoscimenti
- Drama Desk Award per Jitney
- BendFilm Festival – Miglior attore protagonista per Forgiven